# 罗汉级
罗汉级是一条已废弃的黄山登山古道，位于人字瀑“一撇一捺”中间绝壁上。

## 历史
罗汉级为古时茅篷（今温泉地区）至慈光寺的步道，约有五百级，全长百米，中部最陡处达80°以上，是黄山最险峻的步道。
罗汉级开凿于明代万历年间（约在1611年8月至1612年4月间），由黄山开山和尚普门禅师策划，“山吏”潘之恒筹资凿建，以将万历三十八年（1610年）秋万历皇帝生母李太后（自称九莲菩萨）施舍的四面七层万佛像，从这里用盘车吊升运至慈光寺，故名曰“罗汉级”。佛塔运输过程前后历时13年之久，从京城运抵歙县岩寺镇费时两年，运抵汤口又费时两年，一年后运往温泉对面的祥符寺。又过了9年，1624年，佛塔沿着“人字瀑”峭壁上的一百多级“罗汉级”，用翻车绞动，费人工数万，才运至慈光寺。
1930年代，黄山道路陆续开辟，罗汉级废弃。
明万历四十四年（1616年）二月，徐霞客游黄山，即由此道至慈光寺，折回到祥符寺：“过汤池，仰见一崖，中悬鸟道，两旁泉泻如练。余即从此攀跻上，泉光云气，撩绕衣裾。”